# روکا د بالدی
روکا د بالدی (به ایتالیایی: Rocca de' Baldi) یک کومونه در ایتالیا است که در استان کونیو واقع شده‌است. روکا د بالدی ۲۶٫۳ کیلومتر مربع مساحت و ۱٬۶۵۶ نفر جمعیت دارد.